# Rob Scheepers
Rob Scheepers (Sterksel, 30 juni 1974) is een Nederlands tonprater, stand-upcomedian, entertainer en columnist.
Scheepers was als tonprater onder meer actief op het Keiebijters Kletstoernooi in Helmond. Daar won hij in 2005, 2006, 2009 en 2014 de Zilveren Narrenkap. In de media begon hij zijn entertainment activiteiten bij Omroep Brabant waar hij regelmatig te horen en te zien was, en met zijn wekelijkse radiocolumn op Radio 8FM. Sinds 2015 maakt hij als cabaretier deel uit van Padoem Patsss, de onelinershow van BNN op televisie en hij had in 2016 op Radio Veronica zijn vaste onelinerrubriek. Daarnaast was hij een aantal keren gast bij De Wereld Draait Door.
Scheepers schreef vijf boeken Gebundel (2010), Gebundelder (2011), Gebundelderderst (2012), Verhergebundeld (2013) en Afgescheept (2014), waarin op het jaar werd teruggeblikt met een verzameling columns en 365 tweets.
In 2014, 2015 en 2016 heeft Scheepers in de Brabantse theaters gestaan met een oudejaarsconference. Zijn laatste oudejaarsconference Afgescheept in 2016 sloot hij af met zes uitverkochte voorstellingen in de grote zaal van het Parktheater in Eindhoven.
Sinds 2016 tourt Scheepers met zijn solo voorstelling Schroot door heel Nederland.
In de zomer van 2019 was Scheepers deelnemer in het spelprogramma De Slimste Mens, waar hij in de finaleweek zat. Hij wist de laatste aflevering voor de finaleweek te winnen, waardoor hij automatisch naar de volgende aflevering doorstroomde. Scheepers viel echter gedurende de finaleweek af.
In 2022 had Scheepers een aantal afleveringen in het voetbal- en praatprogramma Veronica Offside, als afsluiting van het programma een samenvatting-onelinerrubriek.

## Cabaretprogramma's
- 2014: Afgescheept (nieuwjaarsconference 2014)
- 2015: Opgescheept (nieuwjaarsconference 2015)
- 2016: Uitgescheept (nieuwjaarsconference 2016)
- 2017 - 2018: Schroot
- 2018 - 2019: Kom maar op
- 2019: Scheepers Checkt Uit (nieuwjaarsconference 2019)
- 2020: Gulzig
- 2022/2023: Bekant
- 2023: Scheepers Zet Af (nieuwjaarsconference)
- 2024: Weerlicht